# Ueda Isao
Isao Ueda (sinh ngày 11 tháng 4 năm 1971) là một cầu thủ bóng đá người Nhật Bản.

## Sự nghiệp câu lạc bộ
Isao Ueda đã từng chơi cho Yokohama Marinos và Kyoto Purple Sanga.